# Parafia św. Józefa w Kozielsku
Parafia Świętego Józefa w Kozielsku jest jedną z 9 parafii leżącą w granicach dekanatu damasławskiego. Erygowana w 1432 roku.

## Dokumenty
Księgi metrykalne: 
- ochrzczonych od 1945 roku
- małżeństw od 1945 roku
- zmarłych od 1945 roku